# 春山 (福井市)
春山（はるやま）は、福井県福井市の町名。現行行政地名は春山一丁目及び春山二丁目。全域で住居表示を実施している。郵便番号は910-0019。

## 地理
福井市の中央部、足羽川の中流域に位置し、不死鳥ブロックに属している。町域の北方には田原、南方には順化、西方には花月、東方には宝永がそれぞれ接している。
町域の南端には福井県道115号殿下福井線、西端には福井県道・石川県道5号福井加賀線がそれぞれ通っている。また東端には福井県道30号福井丸岡線が南北に通っており、福井鉄道福武線が併用軌道として通っている。町域内には仁愛女子高校駅（2010年3月25日に裁判所前駅より改称）が所在している。
また、春山一丁目の南端部には福井地方裁判所、福井地方検察庁が置かれている。

## 世帯数と人口
2018年（平成30年）5月1日現在の世帯数と人口は以下の通りである。
| 丁目       | 世帯数  | 人口    |
| ---------- | ------- | ------- |
| 春山一丁目 | 115世帯 | 260人   |
| 春山二丁目 | 330世帯 | 822人   |
| 計         | 445世帯 | 1,082人 |

## 交通

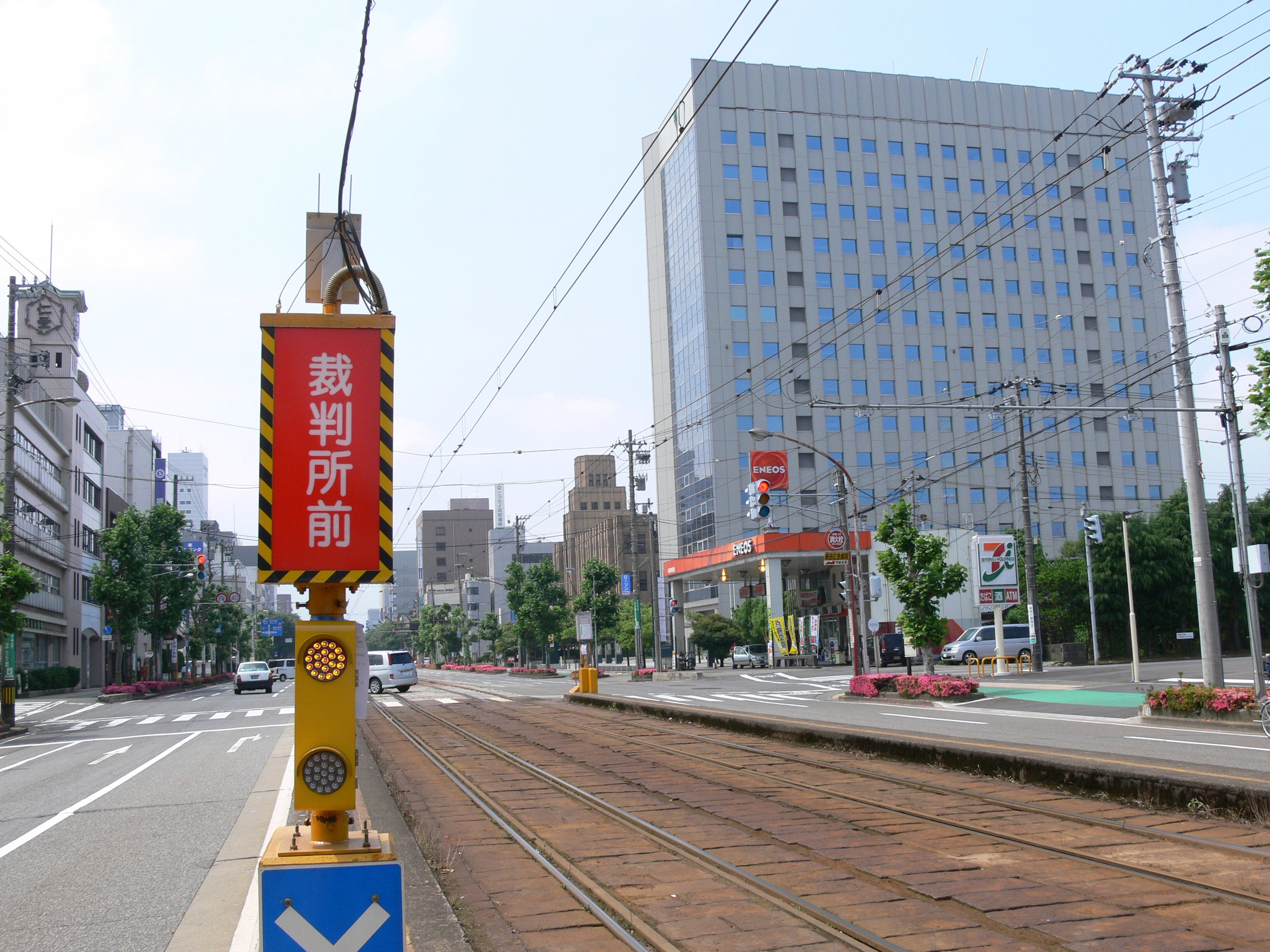
仁愛女子高校駅（写真は改称前の裁判所前駅当時の写真である）

### 鉄道
福井鉄道福井鉄道福武線
- 仁愛女子高校駅

### 道路
- 福井県道5号福井加賀線
- 福井県道30号福井丸岡線
- 福井県道115号殿下福井線

## 施設
- 福井春山合同庁舎
  - 法務省
    - 名古屋法務局 福井地方法務局
    - 検察庁
      - 福井地方検察庁
      - 福井区検察庁

    - 中部地方更生保護委員会 福井保護観察所
    - 出入国在留管理庁名古屋出入国在留管理局 福井出張所
    - 公安調査庁金沢公安調査事務所 福井駐在官室

  - 財務省
    - 北陸財務局 福井財務事務所
    - 国税庁金沢国税局 福井税務署
    - 大阪税関敦賀税関支署 福井出張所

  - 厚生労働省
    - 近畿厚生局 福井事務所
    - 福井労働局

  - 自衛隊 福井地方協力本部
- 福井地方・家庭裁判所庁舎（福井春山合同庁舎の南隣）
  - 福井地方裁判所
  - 福井家庭裁判所
  - 福井簡易裁判所
- 福井市文化会館

## 小・中学校の学区
市立小・中学校に通う場合、学区（校区）は以下の通りとなる。
| 町丁       | 番・番地 | 小学校           | 中学校           |
| ---------- | -------- | ---------------- | ---------------- |
| 春山一丁目 | 全域     | 福井市春山小学校 | 福井市明道中学校 |
| 春山二丁目 | 全域     | 福井市春山小学校 | 福井市明道中学校 |